# Konwój PQ-15
Konwój PQ-15 – konwój arktyczny z okresu II wojny światowej wysłany przez aliantów ze sprzętem wojennym i surowcami do ZSRR, które były niezbędne do prowadzenia dalszej walki przeciwko III Rzeszy. Konwój wypłynął z Reykjavíku, na Islandii 26 kwietnia 1942. 5 maja statki konwoju dotarły do portu w Murmańsku.

## Skład i straty
Konwój składał się z 25 statków handlowych. W wyniku działań Luftwaffe oraz U-bootów zostały zatopione trzy statki konwoju. Zatonął także niszczyciel eskorty HMS Punjabi w wyniku kolizji z pancernikiem HMS King Georg V oraz polski okręt podwodny ORP Jastrząb w wyniku pomyłki alianckich okrętów.